# Sixto Alonso Hevia
Sixtio Alonso Hevia (ur. 2 lutego 1916 w Prago, zm. 27 maja 1937 w Ventanielles) – hiszpański męczennik, ofiara wojny domowej w Hiszpanii w latach 1936-39, błogosławiony Kościoła katolickiego.

## Życiorys
Urodził się w rodzinie robotniczej jako najstarszy z jedenastu dzieci. W 1929 roku wstąpił do wyższego seminarium duchownego w Oviedo. Był wielkim czcicielem Matki Bożej. W seminarium wyróżniał się w nauce. Gdy wybuchła wojna domowa w Hiszpanii jego wraz ze swoim ojcem zamknięto w kościele zamienionym na więzienie, a później wcielono siłą do armii republikańskiej. Gdy republikanie domyślili się, że mogą zdezerterować z ich armii i przejść na stronę narodowców zamordowali ich 27 maja 1937 w Ventanielles przez zasztyletowanie. 7 listopada 2018 papież Franciszek podpisał dekret o jego męczeństwie. Beatyfikacja jego i innych 8 kleryków–męczenników z Oviedo odbyła się 9 marca 2019.